# パパ・ア・トダ・マドレ
『パパ・ア・トダ・マドレ』（スペイン語: Papá a toda madre）は、メキシコのテレビドラマ。ラス・エストレージャスで2017年10月22日から2018年3月11日まで放送された。

## 登場人物
マウリシオ・ロペス・ガルザ
演 - セバスチャン・ルジ
ルネ・サンチェス・モレノ
演 - マイテ・ペローニ
ファビアン・カルバハル
演 - マーク・タチェル
ネロ・マチュカ
演 - フアン・カルロス・バレート
ホルヘ・トゥルビエイツ
演 - セルジオ・ムール
トニョ・バリエントス
演 - ラウル・アライザ